# Трастузумаб
Трастузумаб (англ. Trastuzumab, лат. Trastuzumabum) — синтетичний препарат, який є генно-інженерним моноклональним антитілом до рецептора 2 епідермального фактора росту людини (HER2). Трастузумаб застосовується як внутрішньовенно, так і підшкірно. Трастузумаб уперше синтезований групою науковців під керівництвом Акселя Ульріха та Майкла Шепарда, які працювали в Джонсонівському дослідницькому центрі раку у Каліфорнійському університеті в Лос-Анджелесі. Пізніше дослідження препарату продовжила компанія «Genentech», яка провела перші клінічні випробування трастузумабу на 15 жінках у 1992 році. У 1996 році проведено чергові клінічні дослідження за участю більше 900 жінок, після яких трастузумаб був схвалений FDA для клінічного використання у 1998 році, а у Європейському Союзі в 2000 році.

## Фармакологічні властивості
Трастузумаб — синтетичний лікарський препарат, який є генно-інженерним рекомбінантним гуманізованим (від миші) моноклональним антитілом до епідермального фактору росту людини (HER2). Механізм дії препарату полягає у зв'язуванні із позаклітинним доменом рецептора 2 епідермального фактору росту людини HER2, що призводить до інгібування фактору росту та блокування проліферації пухлинних клітин, а в подальшому до руйнування пухлинних клітин. При застосуванні трастузумаб виявляє високу ефективність при застосуванні препарату при раку молочної залози, як при первинному, так і метастатичному раку, переважно у комбінованій терапі з паклітакселом, доцетакселом, лапатинібом або іншими протипухлинними препаратами, рідше також при монотерапії. Проте трастузумаб ефективний лише при раку молочної залози, який супроводжується підвищеною експресією HER2 (близько 25—30 % усіх хворих раком молочної залози), та значно менш ефективніший при відсутності такої підвищеної експресії. При застосуванні трастузумаба, переважно при одночасному використанні похідних антрациклінів, частим побічним ефектом є кардіотоксична дія, у зв'язку із чим така комбінація препаратів заборонена у багатьох країнах світу.

### Фармакокінетика
Трастузумаб відносно повільно розподіляється в організмі після ін'єкції, максимальна концентрація досягається протягом 3 діб після введення препарату. Біодоступність препарату після підшкірного введення становить 82,2 %, після внутрішньовенного застосування біодоступність становить 100 %. Згідно із клінічними дослідженнями, трастузумаб метаболізується у ретикулоендотеліальній системі. Шляхи виведення трастузумабу з організму не встановлені. Період напіввиведення препарату з організму становить у середньому 5,8 діб (варіює від 1 до 32 діб), і цей час не змінюється при печінковій та нирковій недостатності, проте може збільшуватися у хворих із надмірною вагою.

## Показання до застосування
Трастузумаб застосовується при раку молочної залози, як ранньому, так і метастатичному, із підвищеною експресією HER2.

## Побічна дія
Хоча трастузумаб переважно добре переноситься хворими, при застосуванні препарату побічні ефекти спостерігаються приблизно в 52 % випадків застосування трастузумабу. При сумісному застосуванні препарату з антрациклінами характерною є токсична дія на серцево-судинну систему; найчастішими проявами якої є суправентрикулярна тахікардія, артеріальна гіпотензія , кардіоміопатія, припливи крові, вазодилятація, застійна серцева недостатність. Найчастішими побічними ефектами трастузумабу є побічні явища, пов'язані з інфузією препарату — гарячка, озноб, нудота, блювання, тремор, головний біль, кашель, запаморочення, задишка, гіпертонус, висипання на шкірі, загальна слабість. Серед інших побічних ефектів препарату найчастішими є:
- Алергічні реакції та з боку шкірних покривів — часто еритема шкіри, алопеція, порушення структури нігтів, свербіж шкіри; рідше гіпергідроз, крововиливи на шкірі, дерматит, сухість шкіри, акне, кропив'янка, анафілактичний шок, набряк Квінке.
- З боку травної системи — біль у животі, діарея або запор, стоматит, сухість у роті, панкреатит, порушення функції печінки, жовтяниця, печінкова недостатність.
- З боку нервової системи — анорексія, нервозність, сонливість або безсоння, тривожність, летаргія, парестезії або гіпестезії, неврити; дуже рідко набряк мозку, менінгіт, порушення мислення, підвищена сльозотеча, кон'юнктивіт, зниження слуху.
- З боку дихальної системи — часто кашель, задишка, біль у горлі або гортані, носова кровотеча; рідше гострі захворювання верхніх дихальних шляхів, диспное; дуже рідко бронхоспазм, респіраторний дистресс-синдром, набряк легень, дихальна недостатність, набряк гортані, пневмонія, пневмоніт, пневмофіброз.
- З боку опорно-рухового апарату — артралгії, міалгії, біль у кістках, біль у кінцівках, гіпертонус м'язів, судоми м'язів.
- З боку сечостатевої системи — інфекції сечовивідних шляхів, гломерулонефрит, ниркова недостатність.
- Зміни в лабораторних аналізах — анемія, тромбоцитопенія, лейкопенія, лейкоцитоз, нейтропенія, зниження рівня протромбіну.
- Інші побічні ефекти — збільшення частоти інфекційних захворювань (зрідка сепсис), реакції в місці введення препарату.

## Протипоказання
Трастузумаб протипоказаний при застосуванні при підвищеній чутливості до препарату та в дитячому віці. Хоча трастузумаб проникає через плацентарний бар'єр та виділяється в грудне молоко, протипоказів щодо його застосування при вагітності та годуванні грудьми немає.

## Форми випуску
Трастузумаб випускається у вигляді ліофілізату для приготування розчину для інфузій у флаконах по 150 та 440 мг; і розчину для підшкірного введення у флаконах по 5 мл (600 мг). Трастузумаб випускається у вигляді комбінованого препарату разом із пертузумабом під торговельною назвою «Бейодайм».